# ستيوارت باول وير
ستيوارت باول وير (بالإنجليزية: Stuart Paul Weir)‏ هو عسكري أسترالي، ولد في 29 ديسمبر 1922 في Canterbury, Victoria ‏ في أستراليا، وتوفي في 3 ديسمبر 2004 في Buderim ‏ في أستراليا.